# Бэнкс, Тони
Энтони (Тони) Джордж Бэнкс (англ. Anthony George Banks, 27 марта 1950, Ист Хоутли) — британский автор песен, пианист, клавишник, гитарист-самоучка, один из основателей прог-рок-группы Genesis. Один из двух участников Genesis (другой — басист/гитарист Майк Резерфорд), кто участвовал в записи всех альбомов.
Бэнкс является одним из главных композиторов Genesis. В течение всей карьеры играл на различных клавишных инструментах. Кроме того, на первых альбомах в некоторых песнях играл на акустической гитаре.
Кроме участия в Genesis, Бэнкс занимался сольным творчеством. В 2006 году вышла его первая биография «Man Of Spells», написанная итальянским журналистом Марио Джиаметти. В 2010 году в качестве участника Genesis был введен в Зал славы рок-н-ролла.

## Ранние годы
Тони Бэнкс родился в Восточном Холси, графство Суссекс, Англия. Получил классическое музыкальное образование по классу фортепиано и самостоятельно научился играть на гитаре. Учился в школе Чартерхаус, где встретил Питера Гэбриела в 1963 году. Планировал изучать математику в высшей школе. После Чартерхауса он поступил в университет Суссекса, где изучал физику, а затем химию. Через год обучения он покинул университет, чтобы начать карьеру в Genesis.
Банкс и Гэбриел вместе с барабанщиком Крисом Стюартом создали группу под названием The Garden Wall. Вскоре они объединились с другой группой, под названием Anon, в которую входили Майк Резерфорд и Энтони Филлипс. Они записали несколько демозаписей и вскоре сменили название на Genesis.

## Карьера в Genesis
Сложные аранжировки и клавишные соло Бэнкса, в таких песнях как «Firth of Fifth», «The Cinema Show», «Watcher of the Skies», «Supper's Ready», сформировали фирменный звук Genesis. Кроме игры на клавишных, Бэнкс играл на двенадцатиструнной акустической гитаре в таких песнях как «The Musical Box», «Entangled», «The Cinema Show» и вступлении к «Supper's Ready». Бэнкс также исполнял партии бэк-вокала и спел главную партию в песне «Shepherd», неизданной песне 1970 года, которая впоследствии вошла в бокс-сет Genesis Archive 1967-75.
Композиции, написанные Бэнксом, были движущей силой Genesis, в частности, материал, записанный до 1979 года. Самые известные песни Genesis, написанные Бэнксом: «Mad Man Moon», «One for the Vine» и баллада «Afterglow».
В 2006 году Genesis объявили о возможном воссоединении и последующем за ним туре. Однако Питер Гэбриел отказался от участия. В итоге в тур отправилась группа в составе Бэнкса, Резерфорда, Коллинза, а также примкнувших к ним Дэрила Штюрмера и Честера Томпсона. Тур Turn It on Again начался 11 июля 2007 года в Хельсинки и закончился 13 октября 2007 года в Лос-Анджелесе.
В марте 2010 года гитарист группы Phish Трей Анастасио выступил с речью на церемонии введения Genesis в Зал славы рок-н-ролла. Кроме этого, Phish исполнили две песни Genesis: «Watcher of the Skies» и «No Reply At All». Несмотря на то, что Бэнкс вместе с остальными участниками группы (кроме Гэбриела) присутствовали на церемонии, выступать они не стали.

## Сольные проекты

### Музыка к фильмам
Бэнкс написал музыку к нескольким фильмам. В фильме «Злодейка» звучит его музыка, а музыку к британскому фильму «Крик» он написал вместе с Майком Резерфордом. Также он написал музыку к фильму «Брокер».

### Рок-альбомы
После ухода Питера Гэбриела и Стива Хэкетта Бэнкс первым из оставшихся музыкантов Genesis выпустил сольный альбом. Но, в отличие от Гэбриела и Коллинза, достигших больших успехов соло, и Майка Резерфорда, который добился успеха со сторонним проектом Mike + The Mechanics, сольные альбомы Бэнкса не имели большого успеха. В 1998 году поклонники Бэнкса создали трибьют-группу Strictly Banks, которая исполняла композиции с сольных альбомов Бэнкса.

### Альбомы с классической музыкой
Классическая музыка оказала большое влияние на Бэнкса. В детстве он учился играть на фортепиано произведения таких композиторов, как Сергей Рахманинов, Морис Равель и Густав Холст. Позже его заинтересовала музыка Густава Малера, которую он услышал в фильме «Смерть в Венеции». Также он отмечает влияние таких композиторов, как Дмитрий Шостакович и Эрик Сати. Он называет Симфонию № 4 в ля-миноре и Симфонию № 7 в до-мажоре Яна Сибелиуса и Симфонию № 5 в ре-мажоре Ральфа Воан-Уильямса своим любимыми произведениями. Критики отмечают большое влияние музыки Воан-Уильямса на произведения Бэнкса, что Бэнкс подтверждает и сам.
В 2004 году Бэнкс выпускает альбом Seven: A Suite for Orchestra. Композиции Бэнкса исполняет Лондонский филармонический оркестр, а сам Бэнкс играет на фортепиано в трех композициях.
В 2012 году вышел второй альбом с классической музыкой под названием Six Pieces for Orchestra в исполнении Пражского филармонического оркестра.

## Личная жизнь
Бэнкс живёт со своей женой Маргарет на юге Лондона. Они поженились 29 июля 1972 года. У них двое детей — Бен (родился в 1978) и Эмили (родилась в 1981).

## Дискография

### Bankstatement
- 1989 — Bankstatement

### Strictly Inc
- 1995 — Strictly Inc.

### Сольные альбомы
- 1979 — A Curious Feeling
- 1983 — The Fugitive
- 1983 — The Wicked Lady
- 1986 — Soundtracks
- 1992 — Still
- 2004 — Seven (A Suite For Orchestra)
- 2012 — Six Pieces for Orchestra
- 2015 — A Chord Too Far
- 2018 — Five

## Синглы
- 1979: For a While
- 1983: The Wicked Lady
- 1983: This is Love
- 1983: And the Wheels Keep Turning
- 1985: You Call this Victory [совместно с Джимом Даймондом]
- 1986: Shortcut to Somewhere [совместно с Фишем]
- 1989: Throwback [Bankstatement]
- 1989: I'll Be Waiting[Bankstatement]
- 1991: I Wanna Change the Score [совместно с Ником Кершоу]
- 1991: The Gift [совместно с Энди Тэйлором]
- 1992: Still It Takes Me by Surprise [совместно с Энди Тэйлором]
- 1995: Only Seventeen [Strictly Inc.]
- 1995: Walls of Sound [Strictly Inc.]